# Miembro correspondiente
Un miembro correspondiente, académico correspondiente o socio correspondiente (en francés: membre correspondant, en ruso: член-корреспондент) de una asociación o academia científica es una persona que tiene una posición destacada en alguna área por su currículum y que fue homenajeada con la pertenencia a una academia científica, artística o profesional pero que no es normalmente residente en la ciudad o país en la que se localiza esa academia o asociación, al contrario que los miembros residentes. El nombre proviene del hecho de que al ser residentes en otras localidades a donde se halla la institución, no pueden comparecer en las reuniones normales y por esos se dirigen al resto de miembros de la asociación por correspondencia.